# Sergestoidea
Super-famille
Sergestoidea est une super-famille de crustacés décapodes dont les représentants ressemblent à des crevettes.
La super-famille des Sergestoidea a été créée par James Dwight Dana (1813-1895) en 1852.

## Liste des familles
Selon World Register of Marine Species (19 mai 2016) :
- famille Luciferidae De Haan, 1849 in De Haan, 1833-1850
- famille Sergestidae Dana, 1852
- autres Sergestoidea incertae sedis

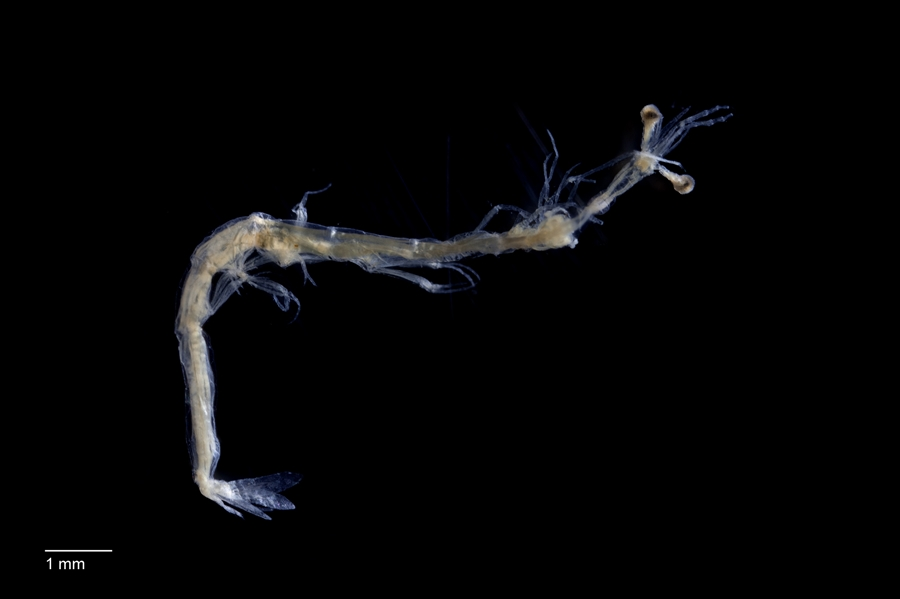
Lucifer hanseni (Luciferidae)
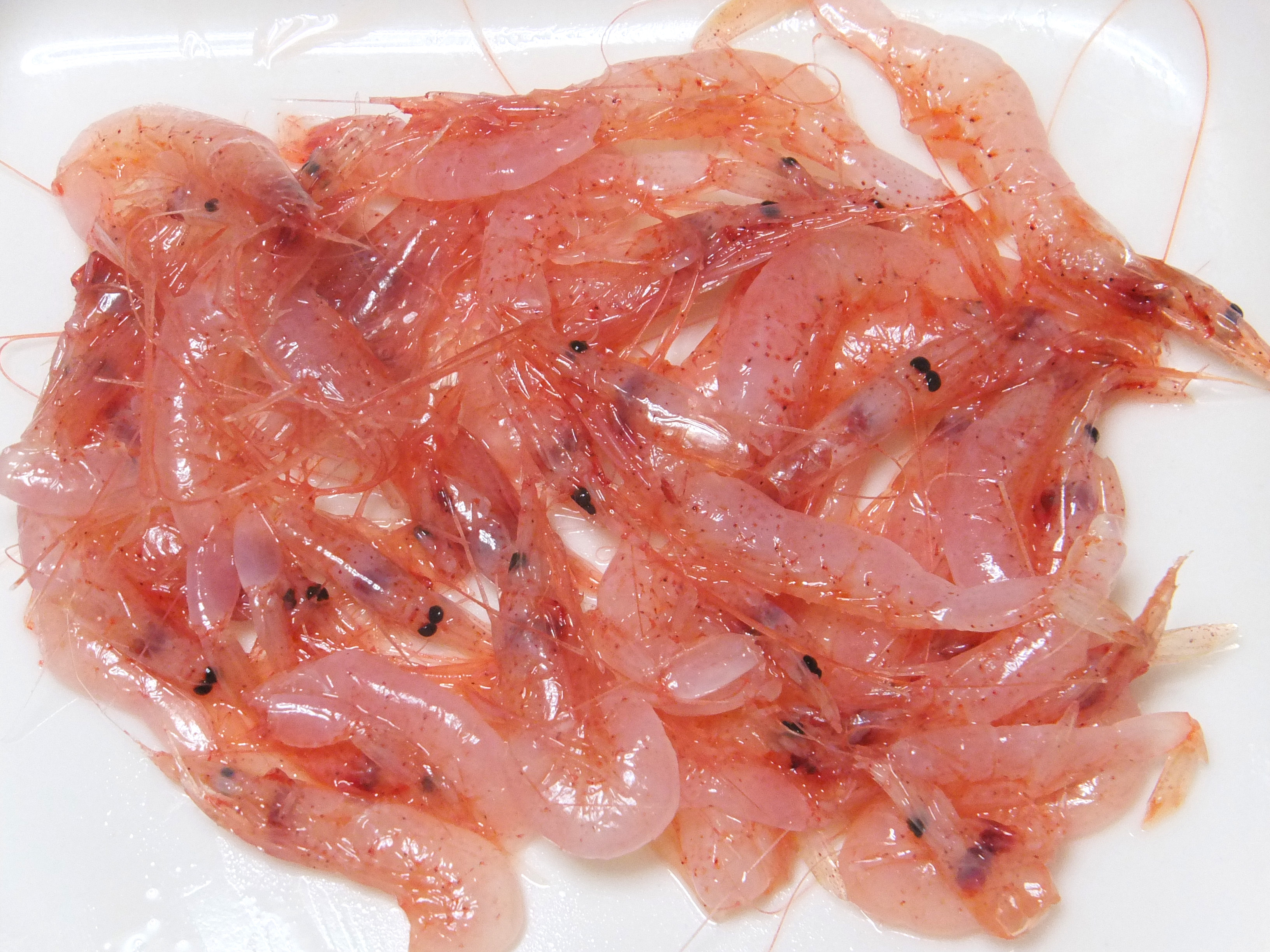
Sergia lucens (Sergestidae)